# Новое (Калининский район)
Новое — деревня в Калининском районе Тверской области, входит в состав Верхневолжского сельского поселения. 

## География
Деревня расположена на автодороге 28А-0480 Тверь — Лотошино в 31 км на юг от центра поселения деревни Квакшино и в 47 км на юг от Твери.

## История
В 1820 году в селе была построена каменная Казанская церковь, метрические книги с 1787 года.
В конце XIX — начале XX века село входило в состав Быковской волости Тверского уезда Тверской губернии. 
С 1929 года деревня входила в состав Ульяновского сельсовета Тургиновского района Тверского округа Московской области, с 1935 года — в составе Калининской области, с 1963 года — в составе Митеневского сельсовета Калининского района, с 2005 года — в составе Верхневолжского сельского поселения.

## Население
| 1859 | 1886 | 2002 | 2010 |
| ---- | ---- | ---- | ---- |
| 203  | ↗215 | ↘61  | ↘40  |